# Nieuw-Koffiekamp
Nieuw-Koffiekamp is een dorp in het district Brokopondo in Suriname.
In het dorp bevindt zich een polikliniek van de Medische Zending en de basisschool Johannes Kwamieschool van de Evangelische Broedergemeente Suriname. Elektriciteit werd geleverd uit de waterkrachtcentrale van het Brokopondostuwmeer en komt sinds 2018 van zonnepanelen.
De dorpelingen zijn hoofdzakelijk afkomstig uit het Aukaanse dorp Koffiekamp. Het dorp ontstond in de jaren 1960 als transmigratiedorp uit het gebied waar toen het stuwmeer werd aangelegd. Dorpelingen werken in de Roma Pit, een goudmijn die in 1994 in concessie werd gegeven aan het Canadese mijnbouwbedrijf Iamgold. Het bedrijf ving medio jaren 2010 aan met de exploitatie van het gebied, waardoor goudzoekers uit het dorp uit de Roma Pit werden verwijderd en een ander gebied kregen toegewezen. Bewoners waren hierover ontevreden omdat dat gebied minder rijk aan goud was. Na enkele roerige jaren sloten de dorpelingen in 2017 een contract met de multinational waardoor zij in de Roma Pit mochten blijven werken.